# فصل‌نامه رشد آموزش زیست‌شناسی
رشد آموزش زیست‌شناسی یکی از ۳۱ مجله‌ای است که از سوی دفتر انتشارات کمک آموزشی وزارت آموزش و پرورش برای دبیران زیست‌شناسی کشور به‌صورت فصلنامه منتشر می‌شود.

## اهداف
فصل‌نامه رشد آموزش زیست‌شناسی به منظور تقویت مهارت‌ها و صلاحیت‌های حرفه‌ای معلمان زیست‌شناسی کشور و ارتقای اصول و مبانی آموزش و پرورش؛ معرفی راهبردها، رویکردها و روش‌های آموزش زیست‌شناسی، کمک به ارتقای دانش معلمان زیست‌شناسی کشور نسبت به محتوای کتاب‌های درسی، ایجاد زمینه‌های مناسب برای هم‌اندیشی و تبادل نظر بین معلمان زیست‌شناسی، کارشناسان و برنامه‌ریزان درسی برای بهبود یا رفع تنگناهای آموزشی، آشنا کردن معلمان زیست‌شناسی با تازه‌ترین دستاوردهای علمی در زمینهٔ زیست‌شناسی، افزایش آگاهی‌های معلمان دربارهٔ رویدادهای علمی ـ آموزشی زیست‌شناسی در جهان و آشنا کردن معلمان زیست‌شناسی با مهم‌ترین مسائل موجود در حوزه‌های علمی ـ آموزشی منتشر می‌شود.

## ویژگی‌ها
این فصل‌نامه در ۶۴ صفحه، با شمارگان حدود ۱۰٬۰۰۰ نسخه به‌صورت چهاررنگ چاپ و منتشر می‌شود.

## بخش‌های مختلف مجله
- سرمقاله
- گفتگو
- کندوکاو: موضوع‌های تحقیقی علمی-آموزشی
- تجربه: تجارب معلمان در تدریس بخش‌های مختلف کتاب‌های درسی
- کوتاه و خواندنی: مطالب جالب، ولی کوتاه
- محیط زیست: مطالب مربوط به محیط زیست ایران و جهان
- بازتاب: ارتباط هیئت تحریریه با خوانندگان
- پژوهش: چکیده‌های مقالات پژوهشی معلمان و دانش‌آموزان
- چهره‌ها: معرفی چهره‌ها و آثار دانشمندان مسلمان ایرانی و زیست‌شناسان معروف جهان

روی جلد شماره ۸۸ مجله رشد آموزش زیست‌شناسی

- خبر و گزارش
- معرفی کتاب و نشریات
- آموزش زیست‌شناسی در ایران
- آموزش زیست‌شناسی در جهان

## ارسال مقالات
فصل‌نامه رشد آموزش زیست‌شناسی نوشته‌ها و تحقیقات پژوهشگران و متخصصان تعلیم و تربیت، به‌ویژه دبیران و مدرسان را درصورتی‌که در نشریات عمومی درج نشده و مرتبط با موضوع مجله باشند، برای چاپ می‌پذیرد.